# Evangelisches Gemeinschaftswerk

Karl Stettler von Rodt, langjähriger Vorsitzender der EG

Das Evangelische Gemeinschaftswerk (EGW) ist eine pietistische Gemeinschaft und Erneuerungsbewegung innerhalb der Evangelisch-reformierten Landeskirche des Kantons Bern. Es will einen lebensnahen Glauben an Jesus Christus und Werte der Bibel und des Evangeliums an Menschen jeglichen Alters vermitteln, Menschen fördern und Gemeinschaft stiften.

## Geschichte
Unter dem Einfluss des Réveil, der von Genf ausgehenden Westschweizer Erweckungsbewegung wurde am 3. September 1831 in Bern die Evangelische Gesellschaft des Kantons Bern (EGB) gegründet. Sie wollte bewusst eine innerkirchliche Sammlungsbewegung des evangelisch-reformierten Glaubens sein, die sich gegen den theologischen Liberalismus wandte, der Kreuz, Auferstehung und Wiederkunft Christi leugnete oder abschwächte. Das Ziel war Nachfolge Christi, die sich in Mission, Evangelisation, Ausbreitung des Reiches Gottes und in persönlicher Erneuerung zeigte. Die ersten Zusammenkünfte von ungefähr 50 Personen fanden im Haus der blinden Eisi (Elisabeth Kohler) in der Altstadt von Bern statt.
Weitere langjährige geistliche Leitergestalten der EGB im 19. Jahrhundert waren der erste Präsident Karl Stettler-von Rodt (1802–1870), der Erweckungsprediger Elias Schrenk (1879–1886) und der Theologe Franz Eugen Schlachter (1882–1907), der Übersetzer der Schlachter-Bibel, der 1893 die Zeitschrift Brosamen von des Herrn Tisch an das Gemeinschaftswerk verkaufte. Diese existiert noch heute unter dem Namen wort+wärch.
Kurz nach der Gründung wurden 20 sogenannte Hilfsvereine im ganzen Kanton Bern gegründet, denen oft ein Pfarrer vorstand. Man sammelte Gläubige und Interessierte und traf sich zusätzlich zu den Sonntagsgottesdiensten in Bibel-, Gebets- und Missionsstunden. 1834 wurde der erste Evangelist für den Verkündigungsdienst angestellt, später folgten weitere Reiseprediger.
Mitglieder der Evangelischen Gesellschaft, die auch Berner Patrizier waren, unter anderem Eduard von Wattenwyl, engagierten sich auch im sogenannten „Zeller-Handel“ 1847 und wehrten sich erfolglos gegen die Lehrstuhlbesetzung des liberalen Theologen Eduard Zeller aus Tübingen. Sie verloren den gerichtlichen Prozess und wurden gebüsst, was ein schwerer politischer Rückschlag darstellte. 1866 setzte sich vor allem Komiteemitglied und Stadtpräsident Otto von Büren gegen den neuen Leitfaden für den Religionsunterricht ein, der eingeführt werden sollte. Denn er wollte einen christlichen Leitfaden, aber er konnte sich nicht durchsetzen. So besann man sich auf eigene, neue diakonische und pädagogische Einrichtungen. Gegründet und aufgebaut wurden 1851 die Neue Mädchenschule, 1853 der Jugendverein, 1854 das Lehrerseminar Muristalden, jetzt Campus Muristalden, 1859 die Lerberschule, das Freie Gymnasium in der Stadt Bern, 1863 der Mädchenverein und 1888 das Salem-Spital.
Der Missionar und Prediger Elias Schrenk war von 1879 bis 1886 für die Evangelische Gesellschaft tätig. Er wurde sogar als „Bahnbrecher der Evangelisation“ bezeichnet, weil er Mitauslöser einer pietistischen Erweckungsbewegung im Kanton Bern war, die Umkehr und Heiligung der Zuhörer forderte. In der Folge wurden viele Vereinshäuser gebaut, 23 Prediger angestellt und die Versammlungen an 200 Orten waren gut besucht.
Nach dieser Blütezeit, in der 1905 der vermittelnde Pfarrer und Präsident Friedrich Gerber starb, kam es 1908 wegen unterschiedlichen Auffassungen über das Gerecht- und Heiligsein im Glauben zur Abspaltung der Landeskirchlichen Gemeinschaft des Kantons Bern und 1909 zur Entstehung eines Vereins des freien Blauen Kreuzes, der 1914 zum Evangelischen Brüderverein wurde (und seit 2009 Gemeinde für Christus heisst).
Seit 1957 können auch Frauen als Mitglieder aufgenommen werden. In diesen Jahren war der Stadtberner Pfarrer der Heiliggeistkirche Lorenz Lutz diakonisch aktiv und gründete mit der Evangelischen Gesellschaft die Telefonseelsorge, Die Dargebotene Hand, die Mitternachtsmission, 1973 ein Seelsorge- und Erholungsheim in Sursum und eine Station für drogenabhängige Mädchen.
1996 schlossen sich die Evangelische Gesellschaft des Kantons Bern (EGB) und der Verband Landeskirchlicher Gemeinschaften des Kantons Bern (VLKG) unter dem Namen Evangelisches Gemeinschaftswerk (EGW) wieder zusammen.

## Grösse und Struktur
| Jahr       | 1926 | 1936 | 1946 | 1976 | 1986 | 1996 | 2006 | 2016 | 2019 | 2021 |
| Mitglieder | 2006 | 2102 | 2144 | 3786 | 3969 | 4510 | 3828 | 3653 | 3611 | 3471 |

Um 1900 hatte die Evangelische Gesellschaft die meisten Mitglieder und Besucher, Zahlen liegen jedoch nicht vor. Bis 1957 konnten nur Männer Mitglieder werden, seither Frauen und Männer ab dem 17. Lebensjahr, die Jesus Christus als Herr bekennen. 2016 hatte das Evangelische Gemeinschaftswerk 37 Gemeinden, sogenannte Bezirke, mit 3.653 Mitgliedern und zusätzlichen Freunden und Besuchern. 70 Personen arbeiten voll- oder teilzeitlich im Gesamtwerk, in den Bezirken oder in diakonischen Aufgabengebieten mit. Zudem gehören der Berchtold Haller-Verlag, das Hotel Sunnehüsi in Krattigen sowie das Alters- und Pflegeheim Brienz EGW zum Werk.
Die Delegiertenversammlung beauftragt die Leitung, die aus neun Personen besteht; Ursula Burkhalter und Matthias Pfister haben das Co-Präsidium inne. Die Leitung ist für die Ausrichtung des Werks zuständig und fällt Hauptentscheide unter Berücksichtigung der Bedürfnisse der Bezirke und zur Förderung des Reiches Gottes und seiner Ehre. Die operative Leitung wird durch drei Personen der Geschäftsstelle wahrgenommen.
Das EGW versteht sich zwar als Bewegung innerhalb der evangelisch-reformierten Landeskirche und zugleich als Brückenbauer zu den evangelischen Freikirchen. Es ist Mitglied der Schweizerischen Evangelischen Allianz (SEA) und des Freikirchenverbands (VFG).

## Persönlichkeiten
- Carl Albrecht Reinhold Baggesen (1793–1873), Mitglied des Komitees der EGB (1863–1873)
- Friedrich Gerber (1828–1905), Präsident
- Arnold Bovet (1843–1903), Pfarrer und Mitglied des Komitees (1902–1903)
- Otto von Büren (1822–1888), Stadtpräsident von Bern, Mitglied des Komitees (1864–?)
- Markus Dolder (* 1960), Liedermacher, Erwachsenenbildner und Sozialdiakon
- Gottfried Fankhauser (1870–1962), Pädagoge, Schriftsteller und Präsident der EGB (1933–?)
- Emmanuel Ludwig von Fellenberg (1811–1878), Präsident von 1868 bis 1878
- Christian Grünig (1858–1925), Bauernevangelist
- Johann Ulrich Heiniger (1808–1892), Stadtmissionar im Dienst der EGB (1853–?)
- Elisabeth Kohler, genannt Eisi, sozial engagierte blinde Frau, Gastgeberin der Gründungsversammlung der EGB
- Elias Schrenk (1831–1913), Theologe und Erweckungsprediger im Dienst der EGB (1879–1886)
- Rudolf von Tavel (1866–1934), Mitglied des Erweiterten Komitees der EGB (1903–1927)
- Franz Eugen Schlachter (1859–1911), Schriftsteller, Bibelübersetzer und Prediger der EGB in Bern und Biel (1882–1907)
- Karl Stettler-von Rodt (1802–1870), Berner Patrizier und Leiter der EGB